# Блищанська сільська рада
Бли́щанська сільська́ ра́да — адміністративно-територіальна одиниця та орган місцевого самоврядування в Заліщицькому районі Тернопільської області. Адміністративний центр — село Блищанка.

## Загальні відомості
- Територія ради: 21,54 км²
- Населення ради: 866 осіб (станом на 2001 рік)

## Населені пункти
Сільській раді були підпорядковані населені пункти:
- с. Блищанка
- с. Ставки

## Склад ради
Рада складалася з 15 депутатів та голови.
- Голова ради: Воробець Микола Миколайович
- Секретар ради: Малітовська Лілія Степанівна

### Керівний склад попередніх скликань
| Прізвище, ім'я, по батькові | Основні відомості                                                                                  | Дата обрання | Дата звільнення |
| --------------------------- | -------------------------------------------------------------------------------------------------- | ------------ | --------------- |
| Воробець Микола Миколайович | Сільський голова, 1955 року народження, безпартійний                                               | 26.03.2006   | 31.10.2010      |
| Петровський Василь Іванович | Сільський голова, 1976 року народження, освіта вища, член Всеукраїнського об'єднання «Батьківщина» | 31.10.2010   | 16.12.2012      |
| Воробець Микола Миколайович | Сільський голова, 1955 року народження, освіта середня спеціальна, безпартійний                    | 16.12.2012   |                 |

Примітка: таблиця складена за даними сайту Верховної Ради України

### Депутати
За результатами місцевих виборів 2010 року депутатами ради стали:

#### За суб'єктами висування
| Суб'єкт висування | Кількість обраних депутатів | %    |
| ----------------- | --------------------------- | ---- |
| Самовисування     | 14                          | 93,3 |
| Народна партія    | 1                           | 6,7  |

#### За округами
| № округу       | Прізвище, ім'я, по батькові   | Дата визнання обраним | Освіта             | Партійна приналежність | Відомості про обраного депутата           |
| -------------- | ----------------------------- | --------------------- | ------------------ | ---------------------- | ----------------------------------------- |
| Народна Партія |                               |                       |                    |                        |                                           |
| 9              | Лялік Іван Михайлович         | 01.11.2010            | середня спеціальна | позапартійний          | ТзОВ «Золота нива», ветлікар              |
| Самовисування  |                               |                       |                    |                        |                                           |
| 1              | Голик Світлана Ярославівна    | 01.11.2010            | середня спеціальна | позапартійна           | Блищанська сільська рада, техпрацівник    |
| 2              | Горин Марія Богданівна        | 01.11.2010            | середня спеціальна | позапартійна           | Блищанська АЛЗПСМ, лаборант               |
| 3              | Земледух Галина Іванівна      | 01.11.2010            | середня спеціальна | позапартійна           | тимчасово не працює                       |
| 4              | Николишин Іван Іванович       | 01.11.2010            | середня спеціальна | член Народної партії   | пенсіонер                                 |
| 5              | Коробій Михайло Петрович      | 01.11.2010            | вища               | позапартійний          | Блищанська УАПЦ, настоятель храму         |
| 6              | Киверига Василь Тарасович     | 01.11.2010            | середня спеціальна | позапартійний          | тимчасово не працює                       |
| 7              | Яківців Галина Іванівна       | 01.11.2010            | середня спеціальна | позапартійна           | Заліщицький терцентр, соціальний робітник |
| 8              | Тарновська Надія Ярославівна  | 01.11.2010            | середня спеціальна | член Партії регіонів   | ТзОВ «Золота нива», обліковець            |
| 10             | Козакевіч Ганна Михайлівна    | 01.11.2010            | середня спеціальна | позапартійна           | Відділення зв'язку с. Блищанка, листоноша |
| 11             | Федьків Надія Петрівна        | 01.11.2010            | середня спеціальна | позапартійна           | пенсіонер                                 |
| 12             | Малітовська Лілія Степанівна  | 01.11.2010            | вища               | позапартійна           | Блищанська сільська рада, секретар        |
| 13             | Ладюк Іван Михайлович         | 01.11.2010            | середня спеціальна | позапартійний          | пенсіонер                                 |
| 14             | Йосифович Микола Антонович    | 01.11.2010            | середня спеціальна | позапартійний          | ВАТ «Заліщикигаз», слюсар                 |
| 15             | Покляцький Василь Ярославович | 01.11.2010            | середня спеціальна | позапартійний          | тимчасово не працює                       |